# Томазо Гои
Томазо Гои (итал. Tommaso Goi — Варезе, 8. јануар 1990) професионални је италијански хокејаш на леду који игра на позицији централног нападача. 
Члан је сениорске репрезентације Италије за коју је дебитовао током 2015. године.